# Iga Chojnacka
Iga Chojnacka, coniugata Wasilewska (Varsavia, 21 aprile 1994), è una pallavolista polacca, centrale della LOVB Atlanta.

## Biografia
Nel 2019 sposa il pallavolista Alan Wasilewski assumendo il cognome da coniugata Wasilewska.

## Carriera

### Club
La carriera di Iga Chojnacka comincia, come schiacciatrice, nel 2005 nella squadra giovanile del Legionovia, per poi passare nel 2009 nella formazione federale del SMS PZPS Sosnowiec, sempre nella formazione giovanile; nella stagione 2011-12 torna alla squadra di Legionowo, nel campionato cadetto, con cui conquista la promozione in Liga Siatkówki Kobiet, a cui partecipa con lo stesso club nella stagione 2012-13.
Nella stagione 2013-14 viene ingaggiata dal club italiano della Savino Del Bene, in Serie A2, anche se nella stagione successiva ritorna in patria nuovamente nel club di Legionowo, dove resta per tre annate, mutando il proprio ruolo in quello di centrale. Per il campionato 2017-18 si accasa al Wrocław, mentre da quello seguente veste la maglia del Chemik Police, sempre nella massima divisione polacca, conquistando quattro scudetti, altrettante coppe nazionali e due Supercoppe polacche.
Approda poi negli Stati Uniti d'America per prendere parte alla League One Volleyball 2025 con la LOVB Atlanta.

### Nazionale
Dopo aver fatto parte delle nazionali giovanili polacche, nel 2012 ottiene le prime convocazioni nella nazionale maggiore.

## Palmarès

### Club
- Campionato polacco: 4

2019-20, 2020-21, 2021-22, 2023-24
- Coppa di Polonia: 4

2018-19, 2019-20, 2020-21, 2022-23
- Supercoppa polacca: 2

2019, 2023